# دغدو
دُغْدو نام مادر زرتشت است، و او از نسل فریدون بود. نام مادر زرتشت، گویند که نَسَبش به فریدونِ فرّخ می‌پیوسته.
زن پورشسب و مادر زردشت، پیامبر ایرانی. دُغْدویه هم می‌گویند.
زرتشت بهرام پژدو در زراتشت‌نامهٔ خود می‌گوید:
| روایت کند موبدِ روزگار |  | که بگْرفت دغدو به زرتشت بار |